# Ammosaurus major
Ammosaurus major ("stor sandödla") är en art av dinosaurier som tillhör släktet Ammosaurus, en plateosaurid från äldre delen av juraperioden i det som idag är Nordamerika. Den var väldigt liten - mellan 2 och 4 meter lång - jämfört med en del andra medlemmar i dess underordning, Sauropodomorpha, vilken inkluderar de största djuren som någonsin befolkat Jorden. Den var ett mångsidigt djur som kunde gå både på bakbenen och på alla fyra. Dessutom kan den ha varit allätare.

## Namngivning
Släktnamnet Ammosaurus härrör från de grekiska orden αμμος/ammos, som betyder 'sandig mark', och σαυρος/sauros, som betyder 'ödla'. Detta syftar på den sandsten i vilken den hittades samt att den var en reptil. Den finns en gällande art för tillfället, A. major. Den fick detta artnamn eftersom den var större än Anchisaurus, ett släkte den ursprungligen ansågs tillhöra under namnet Anchisaurus major. Den berömde amerikanske paleontologen Othniel Charles Marsh skapade detta specifika namn år 1889. Två år senare, 1891, skapade Marsh det nya släktet Ammosaurus för denna art, och därefter döpte han ännu en art, Ammosaurus solus, år 1892. Dock anser forskare idag att A. solus är en synonym med A. major.

### Synonym medAnchisaurus?
Släktskapet mellan Ammosaurus och andra dinosaurier är för tillfället högst osäkert. Den är en tidig medlem av underordningen Sauropodomorpha och är närmast släkt med Anchisaurus, med vilken den faktiskt kan vara en synonym. Olika paleontologer anser att Anchisaurus antingen är en basal prosauropod (Galton & Upchurch, 2004) eller en basal sauropod (Yates & Kitching, 2003; Yates, 2004).
Ursprungligen beskrev Marsh Ammosaurus major som Anchisaurus major, även om han flyttade den till sitt eget nya släkte bara två år senare. Emellertid föreslår några nyligen gjorda studier att Ammosaurus och Anchisaurus är samma djur trots allt (Sereno, 1999; Yates, 2004). Andra forskare föredrar att hålla isär de två släktena med tanke på de anatomiska skillnaderna i tarmbenet och fötterna, även om de två släktena nu i alla fall anses vara systertaxon (Galton & Upchurch, 2004).

## Fossila fynd
Fossil av Ammosaurus hittades ursprungligen i Portland-formationen av Newarks supergrupp i den amerikanska staten Connecticut. Denna formation har bibehållit en miljö med starka våt- och torrperioder. Man har beräknat att den sträcker sig från pliensbachian- till toarcian-skedet under äldre jura, grovt räknat mellan 195 och 176 miljoner år sedan. Det ursprungliga exemplaret grävdes fram ur ett sandstensbrott, vilket användes under byggandet av South Manchester Bridge i Connecticut. Holotypen hittades faktiskt av arbetare i stenbrottet. Oturligt nog bestod det första exemplaret bara av runt halva skelettet då blocket som innehöll den främre delen av kroppen redan hade byggts in i bron. År 1969 demolerades bron, och då kunde man gräva fram några av Ammosaurus kvarlevor. Tre andra skelett av olika åldrar har också hittats i Connecticut, men man har inte funnit något kranium (Weishampel & Young, 1996). Ammosaurus hade små fötter men stora händer med tummar som hade formidabla klor.

### Ammosaurusutanför Connecticut
Rester av Ammosaurus har rapporterats från andra delar av Nordamerika, men de representerar eventuellt inte arten A. major, om de ens tillhör släktet.
Navajo Sandstone-formationen i Arizona är av samma ålder som Portland-formationen och har visat sig innehålla kvarlevor av prosauropoder som kan härledas till Ammosaurus (Galton, 1971). Dock är det möjligt att de faktiskt tillhör släktet Massospondylus, som annars bara är känd från Sydafrika (Galton & Upchurch, 2004).
I den kanadensiska provinsen Nova Scotia har forskare grävt upp prosauropoder från McCoy Brook-formationen, vilken är mellan 200 och 197 miljoner år gammal och kommer från äldre juras hettang-skede. Materialet från Nova Scotia ger ledtrådar om dessa djurs diet. Man hittade ett stort antal gastroliter, stenar som sväljs för att hjälpa till att mala maten i magen, i buken såväl som ben från kraniet av en liten ödla, Clevosaurus. Detta antyder att dessa dinosaurier var allätare med en diet som huvudsakligen bestod av växtdelar men även med ett tillfälligt tillägg av kött (Shubin o. a., 1994). Emellertid har dessa rester aldrig riktigt blivit fullt beskrivna eller illustrerade och är enbart förslagsvis hänvisade till Ammosaurus. Vidare studier kan komma att visa om dessa teorier stämmer eller inte.

## Illustrationer
- Illustration av skelettet.
- Storleksjämförelse mellan Ammosaurus och människa.